# Distretto di Kostjantynivka
Il distretto di Kostjantynivka (in ucraino Костянтинівський район?) era un distretto dell'Ucraina, situato nell'oblast' di Donec'k. Il suo capoluogo era Kostjantynivka.
È stato soppresso con la riforma amministrativa del 2020.